# Jorge Alberto de Brandeburgo-Kulmbach

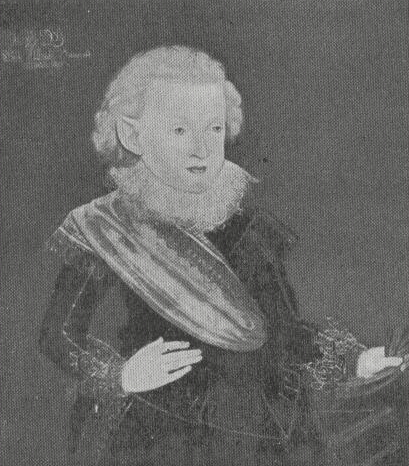
Jorge Alberto de Brandeburgo-Kulmbach.

Jorge Alberto de Hohenzollern (Bayreuth, 20 de marzo de 1619 - Bayreuth, 27 de septiembre de 1666), noble alemán de la rama Brandeburgo-Kulmbach de los Hohenzollern, fue el fundador la línea más joven de los Brandeburgo-Kulmbach. Dos de sus nietos fueron los primeros soberanos del Margraviato de Bayreuth que él mismo nunca llegaría a ser. 
Jorge Alberto fue el segundo hijo del margrave Cristián de Brandeburgo-Bayreuth (1581-1655) y su esposa, la duquesa María de Prusia (1579-1649), hija del duque Alberto Federico de Prusia y de María Leonor de Cléveris. Su hermano mayor, Erdmann Augusto, murió en 1651, cuatro años antes de la muerte de su padre. Jorge Alberto no podía estar en la sucesión, ya que su hermano tenía un hijo varón llamado Cristián Ernesto, que había nacido en 1644. En 1655, después de la muerte de su abuelo, Cristían Ernesto asumió el gobierno del margraviato de Bayreuth. Después de su muerte, su único hijo Jorge Guillermo asumió en 1726, pero murió sin descendencia masculina por lo que lo sucedió Jorge Federico Carlos, el nieto mayor de Jorge Alberto en el gobierno del margraviato de Bayreuth. Como su hijo Federico también se mantuvo sin descendientes varones, llegó al poder Federico Cristián, el nieto menor de Jorge Alberto al gobierno del margraviato de Bayreuth. 

## Descendientes
Jorge Alberto estuvo casado dos veces. 
Se casó en 1651 con María Isabel de Schleswig-Holstein-Sonderburg-Glücksburg (1628-1664). De esta unión nacieron:
- Felipe Erdmann de Hohenzollern (1659-1678);
- Cristián Enrique de Hohenzollern (1661-1708);
- Carlos Augusto de Hohenzollern (1663-1731).

Se casó en 1665 con Sofía María de Solms-Baruth-Wildenfels (1626-1688). De esta unión nació: 
- Jorge Alberto de Hohenzollern (1666-1703).

- Datos: Q568453
- Multimedia: George Albert of Brandenburg-Kulmbach (1666) / Q568453